# Acanthoproctus
Acanthoproctus is een geslacht van rechtvleugeligen uit de familie sabelsprinkhanen (Tettigoniidae). De wetenschappelijke naam van dit geslacht is voor het eerst geldig gepubliceerd in 1887 door Karsch.

## Soorten
Het geslacht Acanthoproctus omvat de volgende soorten:
- Acanthoproctus cervinus Haan, 1842
- Acanthoproctus diadematus Stål, 1858
- Acanthoproctus vittatus Walker, 1869